# Cova de Taijac
La cova de Taijac es troba a la Dordonya, Aquitània, a l'estat francés; fou habitada entre els 15000-13000 ae. Aquesta cova és formada per costres calcàries sobre solcs que dibuixen caps d'urs. Gràcies a aquestes representacions es pot assegurar que els gravats estan realitzats en època prehistòrica.